# Lohja Crusaders 2024
Questa voce raccoglie le informazioni riguardanti i Lohja Crusaders nelle competizioni ufficiali della stagione 2024.

## Vaahteraliiga 2024

### Stagione regolare
| Lohja 18 maggio 2024, ore 16:30 1ª giornata | Lohja Crusaders | 14 – 62 (6-20 0-20 0-15 8-7) referto | Kuopio Steelers | Harjun kenttä |

| Helsinki 30 maggio 2024, ore 18:30 3ª giornata | Helsinki Roosters | 63 – 7 (21-0 21-7 0-0 21-0) referto | Lohja Crusaders | Velodromo di Helsinki |

| Lohja 7 giugno 2024, ore 18:30 4ª giornata | Lohja Crusaders | 41 – 63 (7-21 12-7 6-14 16-21) referto | Seinäjoki Crocodiles | Harjun kenttä |

| Porvoo 13 giugno 2024, ore 18:30 5ª giornata | Porvoon Butchers | 46 – 0 (16-0 10-0 13-0 7-0) referto | Lohja Crusaders | Porvoon Keskuskenttä |

| Lohja 29 giugno 2024, ore 16:30 6ª giornata | Lohja Crusaders | 20 – 32 (14-12 0-0 0-14 6-6) referto | Wasa Royals | Harjun kenttä |

| Helsinki 4 luglio 2024, ore 18:30 7ª giornata | Helsinki Wolverines | 41 – 39 (14-7 12-6 8-7 7-19) referto | Lohja Crusaders | Velodromo di Helsinki |

| Seinäjoki 13 luglio 2024, ore 16:30 8ª giornata | Seinäjoki Crocodiles | 63 – 8 (21-0 7-8 35-0 0-0) referto | Lohja Crusaders | Wirokit Stadion |

| Lohja 18 luglio 2024, ore 18:30 9ª giornata | Lohja Crusaders | 6 – 65 (0-14 6-14 0-28 0-9) referto | Porvoon Butchers | Harjun kenttä |

| Vaasa 27 luglio 2024, ore 16:30 10ª giornata | Wasa Royals | 37 – 41 (7-0 14-14 7-7 9-20) referto | Lohja Crusaders | Kaarlen kenttä |

| Lohja 1º agosto 2024, ore 18:30 11ª giornata | Lohja Crusaders | 7 – 33 (0-7 7-6 0-13 0-7) referto | Helsinki Wolverines | Harjun kenttä |

| Lohja 8 agosto 2024, ore 18:30 12ª giornata | Lohja Crusaders | 0 – 79 (0-21 0-30 0-28 0-0) referto | Helsinki Roosters | Harjun kenttä |

| Kuopio 23 agosto 2024, ore 18:30 14ª giornata | Kuopio Steelers | 40 – 14 (6-8 21-6 6-0 7-0) referto | Lohja Crusaders | Väinölänniemen stadion |

## Statistiche di squadra
| Competizione      | %Vittorie | In casa | In casa | In casa | In casa | In casa | In casa | In trasferta | In trasferta | In trasferta | In trasferta | In trasferta | In trasferta | Totale | Totale | Totale | Totale | Totale | Totale |
| Competizione      | %Vittorie | G       | V       | N       | P       | Pf      | Ps      | G            | V            | N            | P            | Pf           | Ps           | G      | V      | N      | P      | Pf     | Ps     |
| ----------------- | --------- | ------- | ------- | ------- | ------- | ------- | ------- | ------------ | ------------ | ------------ | ------------ | ------------ | ------------ | ------ | ------ | ------ | ------ | ------ | ------ |
| Stagione regolare | .083      | 6       | 0       | 0       | 6       | 88      | 334     | 6            | 1            | 0            | 5            | 109          | 290          | 12     | 1      | 0      | 11     | 197    | 624    |
| Totale            | .083      | 6       | 0       | 0       | 6       | 88      | 334     | 6            | 1            | 0            | 5            | 109          | 290          | 12     | 1      | 0      | 11     | 197    | 624    |

## Statistiche personali

### Marcatori
| Giocatore   | Ruolo | TD rush | TD recv | TD int | TD p.ret | TD k.ret | TD oth | Xp1 | Xp2 | FG | Saf | Totale |
| ----------- | ----- | ------- | ------- | ------ | -------- | -------- | ------ | --- | --- | -- | --- | ------ |
| Suoniemi    |       | 0       | 10      | 0      | 0        | 0        | 0      | 0   | 0   | 0  | 0   | 60     |
| Harris      |       | 4       | 4       | 0      | 0        | 0        | 0      | 0   | 1   | 0  | 0   | 50     |
| Sofoklis    |       | 0       | 4       | 0      | 0        | 0        | 0      | 0   | 0   | 0  | 0   | 24     |
| Macina      |       | 3       | 0       | 0      | 0        | 0        | 0      | 0   | 1   | 0  | 0   | 20     |
| Muñoz       |       | 0       | 0       | 1      | 0        | 0        | 0      | 6   | 0   | 0  | 0   | 12     |
| P. Virtanen |       | 0       | 2       | 0      | 0        | 0        | 0      | 0   | 0   | 0  | 0   | 12     |
| Williams    |       | 0       | 0       | 1      | 0        | 0        | 0      | 0   | 1   | 0  | 0   | 8      |
| Silto       |       | 0       | 0       | 0      | 0        | 0        | 0      | 5   | 0   | 0  | 0   | 5      |
| Laakkonen   |       | 0       | 0       | 0      | 0        | 0        | 0      | 2   | 1   | 0  | 0   | 4      |
| Källholm    |       | 0       | 0       | 0      | 0        | 0        | 0      | 0   | 1   | 0  | 0   | 2      |

### Passer rating
| Giocatore | G  | Att | Comp | Int | Yds  | TD | NFL   | NCAA   |
| --------- | -- | --- | ---- | --- | ---- | -- | ----- | ------ |
| Macina    | 12 | 397 | 191  | 13  | 2199 | 20 | 68,40 | 104,71 |
| Harris    | 1  | 1   | 0    | 0   | 0    | 0  |       |        |
| Sofoklis  | 1  | 1   | 0    | 1   | 0    | 0  |       |        |
| Väätäinen | 1  | 1   | 0    | 1   | 0    | 0  |       |        |